# Zankou
Zankou is een fictieve demon uit de Amerikaanse televisieserie Charmed. Hij werd hierin gespeeld door Oded Fehr.

## Biografie
Zankou is een machtige demon, wiens kracht zelfs met die van de Bron rivaliseert. Om die reden werd Zankou jaren voor zijn eerste optreden in de serie door de Bron opgesloten. Na de vernietiging van de Bron lieten de andere demonen hem vrij om hen te helpen in de strijd tegen de Avatars.
Aanvankelijk werkte Zankou samen met de Charmed Ones om de Avatars tegen te houden. Nadat de dreiging van de Avatars was afgenomen, mobiliseerde Zankou de onderwereld voor de strijd tegen de Charmed Ones. Hij probeerde het Boek der Schaduwen meerdere malen te stelen, en zette zijn zinnen op de Nexus onder het huis van de Charmed Ones. Eenmaal slaagde hij erin het boek te stelen, waarna hij een van de spreuken gebruikte om de krachten van de Charmed Ones te stelen.
Uiteindelijk bleken alle normale middelen niet voldoende om Zankou te vernietigen, dus besloten de Charmed Ones tot een wanhoopsdaad. Ze lieten Zankou opzettelijk de Nexus absorberen, en vernietigden deze vervolgens. De vernietiging van de Nexus betekende ook het einde van Zankou.

## Krachten
Zankou is een van de sterkste demonen die er bestaan. Zijn krachten zijn onder andere:
- Energieballen
- Vuurballen
- Teleportatie
- Afvuren van bij-achtige deeltjes.
- Telekinese
- Helderziendheid
- Vormverandering
- Oproepen
- Regeneratie
- Doden tot leven brengen

Zankou kan zich de krachten van andere demonen en heksen toekennen door hen te vermoorden, gelijk aan warlocks.
Zankou was tevens een van de slimste demonen in de serie. Hij had veel kennis van de menselijke natuur, en gebruikte dit geregeld om de Charmed Ones psychologisch aan te vallen.